# Conotrachelus persimilis
Conotrachelus persimilis – gatunek chrząszcza z rodziny ryjkowcowatych.

## Zasięg występowania
Ameryka Południowa, występuje w Boliwii oraz Brazylii oraz Gujanie.

## Budowa ciała
Przednia krawędź pokryw znacznie szersza od przedplecza, zaokrąglona. Na ich powierzchni rzadkie, podłużne żeberkowanie. Przedplecze wydłużone, z przodu nieco zwężone, gęsto punktowane.
Ubarwienie ciała czarne z dwiema dużymi żółtymi plamami po bokach, przy przedniej krawędzi pokryw, oraz dwiema mniejszymi w ich tylnej części. Po bokach tylnej części przedplecza dwa rządki gęstej, długiej szczecinki.